# John Gardner (brittisk författare)
John Edmund Gardner, född 20 november 1926 i Seaton Delaval, Northumberland, död 3 augusti 2007 i Basingstoke, Hampshire (i en hjärtattack), var en brittisk kriminalförfattare.

## Bakgrund
John Gardner föddes i Northumberland i England. Hans pappa var präst och ville att hans son skulle göra detsamma, så Gardner gick i St. John's College på Cambridge och studerade senare vid Oxford. Men sen gick han med i marinen under andra världskriget. Därefter prästvigdes han och arbetade som präst i sju år innan han insåg att han inte passade för jobbet och slutade. Han övergick till att bli journalist och teaterkritiker.

## Karriär
1964 började han sin författarkarriär med The Liquidator, en komisk kriminalroman om figuren Boysie Oakes som misstas för att vara en agent och därefter rekryteras till spion, trots att han är feg och helst vill få vara i fred. Boken kom när den värsta James Bond-febern nådde sin topp, och blev populär eftersom den parodierade hela fenomenet. Den blev film, och fick sen sju uppföljare på boksidan.
Men Gardner följde upp de komiska böckerna med allvarligare spionromaner om rollfigurerna Derek Torry, Herbie Kruger, och familjen Railton. Dessutom skrev Gardner tre böcker om professor Moriarty, Sherlock Holmes ärkefiende, även om den tredje aldrig blev utgiven.
1979 fick Gardner erbjudandet att skriva en ny bok om James Bond. Det dröjde tills 1981 innan Med rätt att döda (Licence Renewed) kom ut, men sen skrev han 15 till. Trots framgången var han tveksam till att skriva om en figur han inte själv hade skapat, och 1996 pensionerade han slutligen från James Bond. Glidrose Publication som gav ut böckerna valde snart Raymond Benson till hans efterträdare.
Under slutet av 1990-talet slutade Gardner skriva ett par år, när han fick cancer, och 1997 dog hans fru sedan 1951, Margaret. Men han kom igen med boken Day of Absolution (2001) som fick god kritik, och började sen en serie romaner om en 1930-talspolis, Suzie Mountford.
Under 1980-talet skrev han dessutom en bok om sin alkoholism, Spinning the bottle.

### Boysie Oakes-romaner
- The Liquidator (1964)
- Understrike (1965)
- Amber Nine (1966)
- Madrigal (1967)
- Founder Member (1969)
- The Airline Pirates (även som Air Apparent) (1970)
- Traitor's Exit (1970)
- Killer for a Song (1976)

### Derek Torry-romaner
- A Complete State of Death (1969)
- Corner Men (1974)

### Professor Moriarty-romaner
- Return of Moriarty (1974)
- Revenge of Moriarty (1975)

### Herbie Kruger-romaner
- Nostradamus Traitor (1979)
- Garden of Weapons (1980)
- Quiet Dogs (1982)
- Maestro (1993)
- Confessor (1995)

### James Bond-romaner
- Licence Renewed (Med rätt att döda 1981)
- For Special Services (Specialuppdrag för 007, 1982)
- Icebreaker (Iskallt för 007 1983)
- Role of honour (1984)
- Nobody lives for ever (1986)
- No deals, Mr Bond (1987)
- Scorpius (1988)
- Win, lose or die (1989)
- Brokenclaw (1990)
- The man from Barbarossa (1991)
- Death is forever (1992)
- Never send flowers (1993)
- Seafire (1994)
- Cold (1996)

John Gardner skrev även två romanversioner baserade på filmmanusen till filmerna:
- Licence To Kill (Tid för hämnd 1989)
- GoldenEye (1995)

### Detective Sergeant Suzie Mountford-romaner
- Bottled Spider (2002)
- The Streets of Town (2003)
- Angels Dining at the Ritz (2004)
- Troubled Midnight (2005)
- No Human Enemy (2007)